# Stéphane Robert
Stéphane Robert (Montargis, 17 de Maio de 1980) é um tenista profissional francês. 
Tem como seu melhor ranking 61° no ranking da ATP, no ano de 2010, obtido após o vice-campeonato do ATP 250 de Johannesburgo (onde conseguiu derrotar o n.18 do mundo, David Ferrer) e o título do Challenger de Tanger.
Encerrou o ano de 2011 como o número 105 do mundo.